# Путёвка в жизнь
«Путёвка в жизнь» — советский художественный фильм, поставленный режиссёром Николаем Экком. Фильм повествует о перевоспитании беспризорных подростков в первые годы советской власти, основываясь на опыте подмосковной Болшевской трудовой коммуны. Первый советский художественный звуковой фильм. Премьера состоялась 1 июня 1931 года в снятом в аренду киностудией «Межрабпомфильм» для кинотеатра «Колосс» Большом зале Московской консерватории.
В 1932 году фильм получил награду I Международного кинофестиваля в Венеции за лучшую режиссёрскую работу (формально награды не вручались, победителей определяли методом опроса зрителей), после чего был куплен 26 странами и прошёл по экранам 107 стран мира.

## Сюжет
В Москве начала 20-х годов XX века орудуют многочисленные шайки беспризорников; одна из них — шайка Жигана, которая состоит в основном из подростков, давно живущих на улице. В декабре 1923 года силами милиции проведены облавы, в ходе которых задержаны около тысячи беспризорников. Почти всех распределили по детским домам. Но есть несколько десятков ребят, которые в детдомах, куда их направляют, не задерживаются — так, у главного героя фильма Мустафы по кличке Ферт на счету 8 побегов и 15 приводов. Что с такими делать? Напрашивается решение — поместить в исправительный дом, то есть в тюрьму для малолетних.
Николай Сергеев предлагает другой выход: для таких создать трудовую коммуну. Ребята будут работать столярами, сапожниками, плотниками, оставаясь свободными гражданами, они будут кормить себя сами. Но не воровством, а работой… Добрые намерения, как всегда, были хороши лишь в теории. На практике бывшие беспризорники далеко не сразу становятся честными работягами.

## В ролях
- Йыван Кырла — Мустафа «Ферт»
- Михаил Джагофаров — Колька «Свист», Николай Ребров
- Александр Новиков — Васька «Буза»
- Николай Баталов — Николай Иванович Сергеев, организатор трудовой коммуны ОГПУ для беспризорников
- Мария Антропова — Мария Скрябина, детский социальный инспектор
- Михаил Жаров — Фомка Жиган, главарь шайки
- Мария Гонта — Лёлька «Мазиха»
- Владимир Весновский — отец Кольки
- Регина Янушкевич — мать Кольки

## Съёмочная группа
- Авторы сценария: Николай Экк, Регина Янушкевич, Александр Столпер
- Режиссёр: Николай Экк
- Оператор: Василий Пронин
- Художники: Иван Степанов, А. Евмененко
- Звук: Евгений Нестеров
- Композитор: Яков Столляр

## Технические данные
- Звук записан с использованием системы «Тагефон», разработанной в СССР П. Г. Тагером.
- Фильм восстановлен в 1957 году на киностудии им. М. Горького.
- Фильм повторно восстановлен в 1977 году.

## Список песен
- Песня беспризорника.
- Песня Гаврилы (Михаил Жаров, Рина Зелёная)
- Песня Мустафы (на марийском языке) (Йыван Кырля).
- Чай горяченький без кипяточечка (Михаил Жаров)

## Производство
Фильм снимался на территории Болшевской трудовой коммуны ОГПУ № 1, основанной в феврале 1924 года.
Несколько сцен было снято в Сарапуле на территории бывшего Благовещенского монастыря, который был закрыт в 1918 году, а с 1923 по 1941-й в его стенах размещался трудовой дом для бывших беспризорников.
Прибытие беспризорников в трудовую коммуну, а также сцены их бунта снимались на территории села Коломенское; показана церковь Вознесения Господня в Коломенском.
Режиссёр фильма и его сотрудники несколько месяцев прожили в детском воспитательном учреждении, откуда и были взяты исполнители главных ролей. Сценарий писался по уже подобранным актёрам.
Марийский актёр Йыван Кырла, исполнивший роль Мустафы, говорит в фильме на русском языке, а песню поёт на марийском.

## Призы и награды
По опросу зрителей на 1-м Венецианском кинофестивале (1932) фильм был признан лучшей режиссёрской работой.

## Издание на видео
С начала 1990-х годов фильм выпущен на видеокассетах кинообъединением «Крупный план», а в начале 2000-х годов — «Мастер Тэйп» и «Формат А».
20 октября 2005 года фильм выпущен на DVD студией «Союз Видео» в системе звука Dolby Digital 2.0. В 2007 году фильм выпущен на DVD компанией «Видеобаза» и «Восток В».